# Donnie Shell
Donnie Shell (Whitmire, 26 agosto 1952) è un ex giocatore di football americano statunitense che militato nel ruolo di strong safety nella National Football League. È stato inserito nella Pro Football Hall of Fame nel 2020.

## Carriera
Al college Shell giocò a football alla South Carolina State University, venendo inserito nella College Football Hall of Fame. Dopo non essere stato scelto nel Draft NFL 1974 firmò con i Pittsburgh Steelers, con cui disputò tutta la carriera fino al 1987. Le sue 201 gare sono il secondo massimo della storia della franchigia dopo le 220 di Mike Webster. Fu convocato per cinque Pro Bowl tra il 1978 e il 1982, fu inserito quattro volte nella formazione ideale della stagione All-Pro e fu premiato come miglior giocatore della squadra nel 1980. Con gli Steelers vinse quattro Super Bowl negli anni settanta, compiendo diverse giocate chiave nel Super Bowl XIII e nel Super Bowl XIV. Shell si ritirò con il record NFL di intercetti per una strong safety con 51.

## Palmarès

### Franchigia
- Super Bowl : 4

Pittsburgh Steelers: IX, X, XIII, XIV
- American Football Conference Championship: 4

Pittsburgh Steelers: 1974, 1975, 1978, 1979

### Individuale
- Convocazioni al Pro Bowl: 5

1978–1982
- First-team All-Pro: 3

1979, 1980, 1982
- Second-team All-Pro: 3

1981
- Pro Football Hall of Fame (classe del 2020)
- College Football Hall of Fame